# Wasserdiesel
Wasserdiesel ist eine Emulsion von Wasser und Dieselkraftstoff. Da diese Stoffe normalerweise schlecht mischbar sind – das Wasser würde sich vom hydrophoben, öligen Diesel abscheiden – werden zur dauerhaften, gleichmäßigen Vermischung beider Stoffe Emulgatoren, auch bekannt als Tenside, benötigt.

## Mischungsverhältnis
Ein übliches Mischverhältnis ist 15 % Wasser, 5 % Emulgatoren und 80 % Diesel.

## Eigenschaften
Bei der Nutzung dieses speziellen Kraftstoffgemisches wird die Verbrennungstemperatur im Zylinder herabgesetzt, es entsteht weniger Abwärme und der Ausstoß von Stickoxiden sinkt um bis zu 30 %. Der Wasseranteil in den eingespritzten Kraftstofftröpfchen verdampft explosionsartig, was den Dieselkraftstoff weiter zerstäubt und zu einer gleichmäßigeren und vollständigeren Verbrennung führt. Die Entstehung von Dieselrußpartikeln, die auch zur Belastung durch Feinstaub beitragen, wird um bis zu 80 % reduziert. Darüber hinaus ergibt sich beim Einsatz von Wasserdiesel im oben angegebenen Mischverhältnis in der Prognose eine Verbrauchsreduktion von rund 15 %.

## Projekt der Rheinbahn AG Düsseldorf
Ein vom TÜV Rheinland überwachtes Projekt der Düsseldorfer Rheinbahn AG soll den Nachweis erbringen. Ein 18 Meter langer Gelenkstadtbus des Herstellers Mercedes-Benz, Typ Citaro, wurde auf Wasserdiesel umgestellt, um das neue Treibstoffgemisch unter realen Einsatzbedingungen zu erproben. Das Konzept bewährte sich im Test laut Auskunft eines Sprechers der Rheinbahn im August 2006 sehr gut. Den Anstoß zu dem Vorhaben hatte die Feinstaub-Problematik im Großraum Düsseldorf gegeben sowie die bevorstehende Einführung strengerer Abgasnormen für Stadtbusse durch die EU: Der Einsatz von Wasserdiesel ist wirtschaftlicher als der nachträgliche Einbau teurer Filter und bringt dennoch verblüffende Ergebnisse.
Doch wurde statt des Ziels von bis 8 % Treibstoffeinsparung nur unter 5 % erreicht. Zudem seien – anders als noch im Jahre 2006 – jetzt Busse mit niedrigem Verbrauch und guten Abgaswerten nach der EEV-Norm (Enhanced Environmentally Friendly Vehicle) lieferbar, die die vorgeschriebenen Grenzwerte der Euro-5-Norm noch unterschreiten.
Zur Erforschung der Langzeitwirkungen bleiben zwei auf Wasserdiesel umgebaute Busse weiterhin im Einsatz.

## Langzeitstabilität
Der Einsatz von Wasserdiesel ist ein schon seit längerem in der Theorie bekanntes Konzept. Neben dem offensichtlichen Nachteil der bei gleichem Gewicht reduzierten Tankreichweite fehlen geeignete Emulgatoren, die das Diesel-Wasser-Gemisch längere Zeit stabil halten können.
Der Düsseldorfer Versuch stellt jetzt eine der ersten praktischen Umsetzungen im Bereich der Straßennutzfahrzeuge dar. Wissenschaftler vom Physikalisch-Chemischen Institut der Universität Köln unterstützten dabei die Ingenieure des TÜV und der Stadtbahn AG mit ihrer Fachkenntnis.